# Söderby, Tierps kommun
Söderby är en bebyggelse strax norr om Tierp i Tierps kommun. Från 2015 avgränsar SCB här en småort.